# Кано (држава)
Кано је једна од држава Нигерије. Налази се на северу земље, а главни град државе је Кано. Држава Кано је формирана 1967. године и има 11.058.300 становника (подаци из 2011). Најзначајније етничке групе у држави су Хауса, Нингава и Џарава. Ово је једна од држава Нигерије у којима је уведен шеријатски закон. 